# Fort de la Knocque

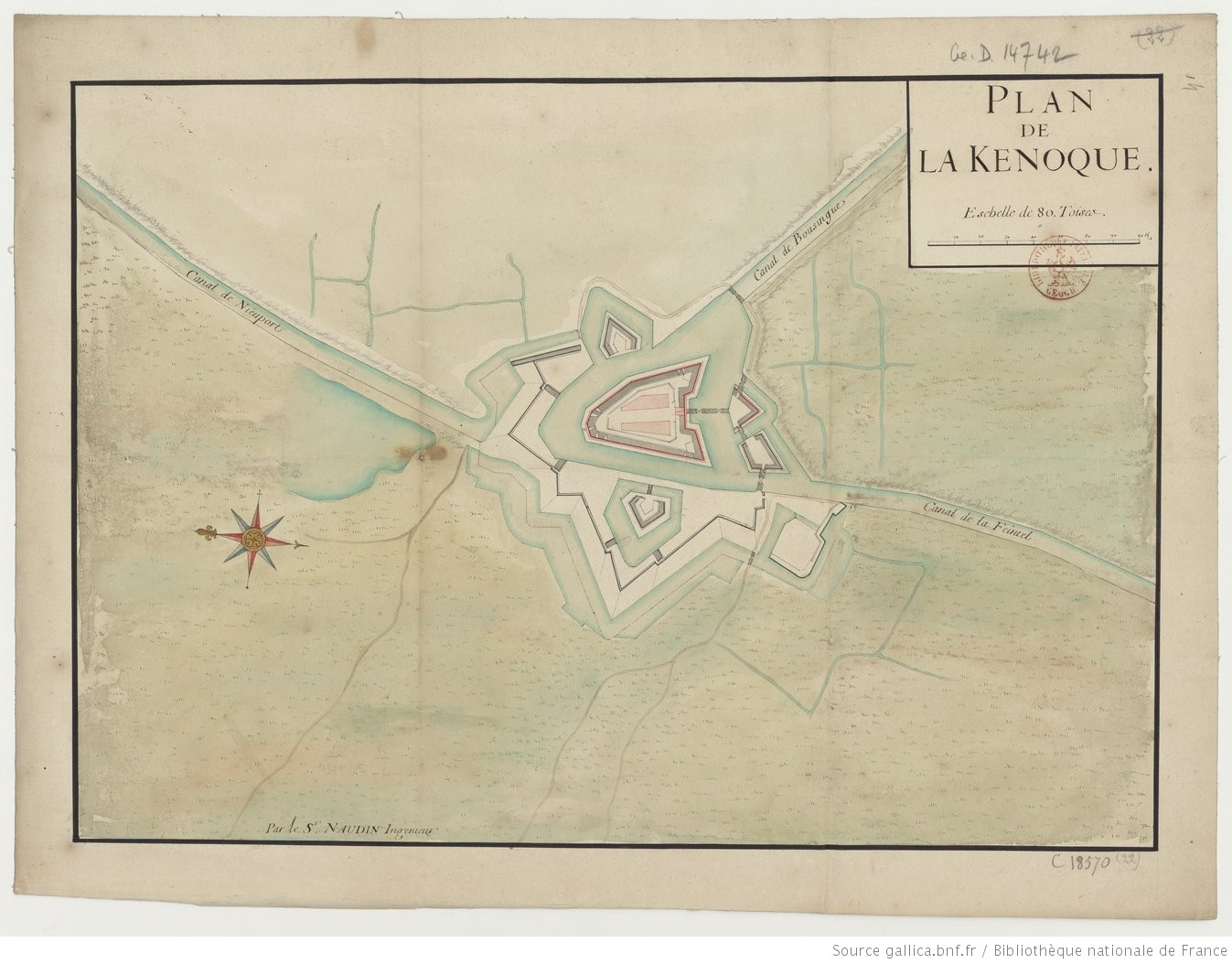
vue du fort par Naudin.

Le Fort de la Knoque (ou  Fort de Knock) était un ouvrage fortifié de la West-Flandre, au confluent de l'Yser et de l'Ieperlee. Ce fort a joué un rôle stratégique pendant les périodes espagnole et autrichienne des Pays-Bas méridionaux (XVIIe et XVIIIe siècles).

## Histoire
Au XVIIe siècle, la région de Dixmude, Ypres, Furnes et Nieuport  a été un enjeu stratégique dans le cadre de la guerre franco-espagnole. La Paix des Pyrénées (1659) l'attribue à l'Espagne. Le roi Philippe IV d'Espagne fait construire en 1662 un fort à Rheninge, sur le territoire de la Généralité des Huit Paroisses.
Cette région est reprise par l'armée française en 1667 pour être attribuée à la France lors des traités d'Aix-la-Chapelle (1668) et de Nimègue (1678). Louis XIV fait alors transformer ce fort par Vauban en une Forteresse tout à fait régulière, flanquée de quatre bastions bien revêtus, outre deux demi-lunes du côté où il n'y a pas d'inondations.
En 1695, pendant la Guerre de la Ligue d'Augsbourg, le Fort de la Knocque, occupé par les Français, a été attaqué, sans résultat, par les troupes anglaises du duc de Wirtemberg, en diversion de la manœuvre sur Namur.
En 1712, les Hollandais d'Ostende parviennent à se rendre maître du fort par ruse et à faire prisonnier la garnison française. Lors du traité d'Utrecht (1713), Le Roi (de France) cède aux Provinces-Unies les villes de Furnes, Furnerambacht, le Fort de Knock, Menin, Ypres, Warneton, Commine, Werwic, Popperingue, Tournai, Condé et Maubeuge pour servir de barrière.
Pendant la Guerre de Succession d'Autriche, en 1744, la garnison hollandaise du Fort de la Knocque, composée de cent soldats, sous le commandement du Capitaine Comte de Hompesch, a été assiégée par les troupes françaises.
En 1789, un décret de l'empereur Joseph II impose un droit de passage sur pont du fort de Knocke

## Description
Ce Fort est situé à une lieue & demie de Dixmude, à trois d'Ypres & a quatre de Furnes & de Nieuport, au confluent des rivières de l'Isère et d'Iperlée. La place est très petite, n'ayant qu'environ 750 pieds de longueur & 500 de largeur. On y entre que par une porte assez étroite & il n'y a que quelques casernes pour les soldats, un quartier pour le Gouverneur & une Chapelle desservie par les Récolés.

## Orthographes
- Sur la Carte du Comté de Flandre de 1704 par Guillaume Delisle  : Fort de la Kenoke.
- Sur la Carte de Flandre du coste de la mer de 1711  : Fort de Lakenoque.
- Sur la Carte du Comté de Flandre de 1752 par le Robert de Vaugondy  : Fort de Knocke
- Sur la Carte de la Picardie, Artois, Boulonnais, Flandre française, Hainaut et Cambrésis... de 1774  : Fort de la Kenoque.